# Andrew Sachs
Andrew Sachs, né le 7 avril 1930 à Berlin, Allemagne et mort le 23 novembre 2016 à Northwood, (Londres, Angleterre), est un acteur germano-britannique.

## Biographie
Il était Manuel dans L'Hôtel en folie.

## Filmographie

### Cinéma
- 1973 : Les Dix Derniers Jours d'Hitler (Hitler: The Last Ten Days) de Ennio De Concini : Walter Wagner
- 1974 : Frightmare de Pete Walker : Barry Nichols
- 1976 : Mortelles confessions (House of Mortal Sin) de Pete Walker : L'Homme dans l'église
- 1978 : La Malédiction de la Panthère rose (Revenge of the Pink Panther) de Blake Edwards : Hercule Poirot
- 2012 : Quartet de Dustin Hoffman : Bobby Swanson

### Télévision

#### Séries télévisées
- 1962 : Le Saint (The Saint) : Jacques
- 1968 : ITV Playhouse (en) : Nigel Fenn
- 1970 : Mon ami le fantôme (Randall and Hopkirk (Deceased)) : Le commentateur
- 1975-1979 : L'Hôtel en folie (Fawlty Towers) : Manuel (12 épisodes)
- 1978 : Crown Court (en) : Jeremy Nisbett
- 1989 : Bergerac : Moise Davidson
- 2006 : Brigade volante (The Knock) : David Leyton
- 2008-2011 : Casualty : Père Morgan / Mendel Lan (3 épisodes)
- 2009 : Coronation Street : Ramsey Clegg (27 épisodes)
- 2010 : Timbré (Going Postal) : Groat